# Нишкрамана
Нишкрамана (санскр. निष्क्रमण, IAST: Niṣkramaṇa) — одна из 16-ти санскар, совершаемых индусами.
Согласно Ману-смрити (II.34) нишкрамана должна была совершаться по истечении четвертого месяца жизни человека. В Яма-смрити же, как процитировано в Вирамитродае, солнце должно быть увидено на третьем месяце жизни, а луна -на четвёртом. На определение дня для церемонии большое влияние оказывали астрологические наблюдения.
Квадратная часть двора покрывалась навозом и красной глиной, и на неё наносилась свастика. Мать, облачённая в шёлковые либо совсем новые одежды, разбрасывает рис на квадрате. Нянька приносила дитя выносился под звуки раковин и пение ведийских гимнов. Отец (иногда мать) помещал его лицом к солнцу, и обряд поэтому иногда называют сурья-даршана («показывание солнцу»). При этом читаются молитвы о долгой жизни ребёнку. Иногда после этого его относили в храм какого-либо бога, которому родители и близкие родственники приносили жертвы, а брахманы в свою очередь благословляли ребёнка. В конце церемонии преподносились подарки ребёнку.